# Sebastian Bergier
Sebastian Bergier (ur. 20 grudnia 1999 we Wrocławiu) – polski piłkarz, występujący na pozycji napastnika w ekstraklasowym klubie Widzew Łódź.. 

## Wyróżnienia
Śląsk Wrocław II
- III liga, grupa III:
  - Mistrzostwo ligi w sezonie 2019/20[2]